# 印第安娜·埃文斯
印第安娜·羅絲·埃文斯（英語：Indiana Rose Evans，1990年7月27日—）是一名澳大利亞女演員、歌手和作曲家，因在《聚散離合》中飾演瑪蒂爾達·亨特，在《人魚奇緣》中飾演伊莎貝拉·哈特利，以及在《新藍色珊瑚礁》中飾演艾瑪琳·羅賓遜而知名。

## 早期生活
埃文斯從五歲起就對表演產生興趣，當時她會為家人和朋友表演。7歲時，埃文斯的父母給她報了舞蹈課，一開始是芭蕾舞，後來發展到爵士舞和踢踏舞。
在出演《聚散離合》之前，埃文斯在新鎮表演藝術高中就讀，但在兩週後離開，專注於她的演藝事業。之後她參加了一個函授課程，直到她15歲。

## 職業生涯

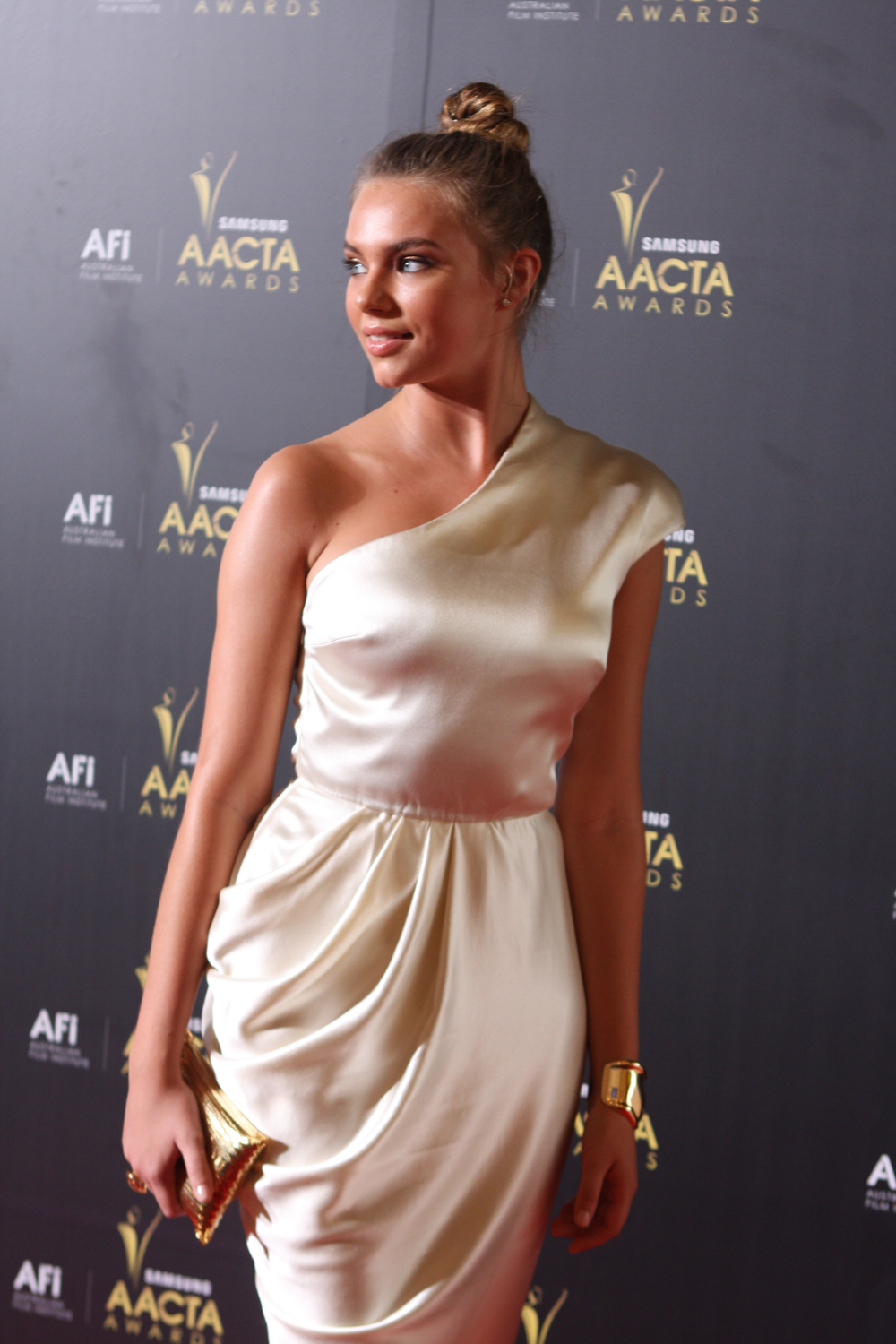
印第安納·埃文斯在2012年AACTA頒獎典禮上。

埃文斯在2003年的澳大利亞醫療劇《聖餐會》中首次出演。隨後，她在美國的酷愛飲料廣告中擔任主要角色。同年，埃文斯在九號電視網的兒童劇集《Snobs》中擔任一個常設角色，該劇的中心是兩個來自不同世界的不可能的朋友。該劇只持續了一季。此後，埃文斯出現在其他節目中，如《Comedy Inc.》、《Cops L.A.C.》和《海岸雄風》。
在《Snobs》之後，埃文斯加入長期運行的七號電視網肥皂劇《聚散離合》的演員陣容。她在劇中飾演瑪蒂爾達·亨特，一個享有特權的少女，被迫搬到夏灣房車公園。埃文斯因這個角色獲得洛吉獎和內部肥皂獎的提名。2008年4月，埃文斯透露她得到一份續約合同，但她沒有接受，而是將離開這個系列。2008年7月，埃文斯最後一次出場。
2009年，埃文斯主演十號電視網的電視電影《A Model Daughter: The Killing of Caroline Byrne》。同年，埃文斯取代克萊爾·霍爾特成為十號電視網兒童電視系列片《人魚奇緣》的三位主角之一。她在劇中飾演伊莎貝拉·「貝拉」·哈特利，一個有抱負的歌手，從9歲起就是美人魚。埃文斯演唱了主題曲「No Ordinary Girl」，以及在這一季中出現的一些其他曲目。她為該系列完成一張個人原聲專輯，名為《人魚奇緣》，該專輯於2011年3月發行。該系列沒有被續訂為第四季。
2010年8月，埃文斯在澳大利亞災難片《極地寒流》（Arctic Blast）中首次亮相，飾演娜奧米·塔特一角。該片講述一次日蝕威脅到世界被冰雪吞噬並開始新的冰河時代。該片在塔斯馬尼亞拍攝，預算為500萬澳元，之後得到影評家的一致好評。
2010年11月，埃文斯被選為ABC1法律劇電視連續劇《Crownies》的客串，該劇圍繞一群剛從法學院畢業的律師為檢察長辦公室工作。埃文斯飾演塔圖姆·諾瓦克，一個臭名昭彰的黑幫分子的女兒。該劇在新南威爾士州雪梨拍攝，於2011年7月14日首播；該劇播出了一季，沒有續訂。
2012年2月，埃文斯簽約在2012年Lifetime電視電影《新藍色珊瑚礁》中飾演女主角，與同為澳大利亞演員的布蘭頓·思懷茲一起出演，後者也曾在《聚散離合》中出現。
2014年2月，埃文斯加入美國電視劇《秘密與謊言》的劇組。該劇在美國廣播公司播出，根據2014年3月首次播出的澳大利亞同名劇集改編。

## 影視作品

### 電影
| 年份 | 標題                         | 角色             | 備註     |
| ---- | ---------------------------- | ---------------- | -------- |
| 2008 | 《Burden》                   | Lara Boyd-Cutler | 短篇電影 |
| 2008 | 《At the Tattooist》         | Georgia          | 短篇電影 |
| 2010 | 《極地寒流》（Arctic Blast） | Naomi Tate       |          |
| 2011 | 《Smith》                    | Kia              | 短篇電影 |
| 2012 | 《Gingers》                  | Blonde Waitress  | 短篇電影 |
| 2022 | 《》                         | 宙斯的妃子       | 客串     |

### 電視
| 年份       | 標題                                                | 角色                     | 備註                                             |
| ---------- | --------------------------------------------------- | ------------------------ | ------------------------------------------------ |
| 2003       | 《聖餐會》                                          | Milly Roberts            | 集數：「Destiny's Child」                        |
| 2003－2004 | 《Snobs》                                           | Abby Oakley              | 主要角色                                         |
| 2004－2008 | 《聚散離合》                                        | 瑪蒂爾達·亨特            | 主要角色；197集                                  |
| 2008       | 《海岸雄風》                                        | China Williams           | 集數：「Schoolies」                              |
| 2009－2010 | 《人魚奇緣》                                        | 伊莎貝拉·哈特利          | 主要角色（第三季）                               |
| 2009       | 《A Model Daughter: The Killing of Caroline Byrne》 | Kylie Watson             | 電視電影                                         |
| 2010       | 《Cops L.A.C.》                                     | Kylie Tremaine           | 集數：「Lost Girls」                             |
| 2011       | 《Crownies》                                        | Tatum Novak              | 主要角色                                         |
| 2012       | 《新藍色珊瑚礁》                                    | Emmaline "Emma" Robinson | 電視電影                                         |
| 2013       | 《珍妮特·金》                                       | Tatum Novak              | 常設角色（第一季）                               |
| 2015       | 《秘密與謊言》                                      | Natalie Crawford         | 主要角色（第一季）                               |
| 2015       | 《家庭主夫》                                        | Tash                     | 第4.1、4.2集                                     |
| 2015       | 《鬼玩人》                                          | Melissa                  | 集數：「Ashes to Ashes」、「Bound in the Flesh」 |

## 獲獎和提名
| 年份 | 獎項             | 種類           | 獲獎作品 | 結果 |
| ---- | ---------------- | -------------- | -------- | ---- |
| 2005 | 洛吉獎           | 最受歡迎女新秀 | 聚散離合 | 提名 |
| 2005 | 兒童票選獎       | 新生代明星     | 聚散離合 | 提名 |
| 2007 | 內部肥皂獎       | 最佳年輕演員   | 聚散離合 | 提名 |
| 2008 | 內部肥皂獎       | 最性感女性     | 聚散離合 | 提名 |
| 2008 | 多莉青少年票選獎 | 青少年女王     | 聚散離合 | 獲獎 |

## 外部連結
- 印第安娜·埃文斯在互联网电影资料库（IMDb）上的資料（英文）